# DM i håndbold 1958-59 (mænd)
Danmarksmesterskabet i håndbold for mænd 1958–59 var det 23. Danmarksmesterskab i håndbold for mænd afholdt af Dansk Håndbold. Mesterskabet blev afviklet som en landsdækkende liga (1. division) bestående af tolv hold, der spillede dobbeltturnering alle-mod-alle. 
Turneringen blev vundet af AGF, som dermed vandt mesterskabet for anden gang – første gang var i 1957. Århusianerne vandt mesterskabet med fire points forspring til de forsvarende mestre fra Helsingør IF, mens bronzemedaljerne blev vundet af Århus KFUM.
AGF's guldhold bestod af Leif Gelvad, Ole Raundal, Gustav Wolder, Poul Michelsen, Jørgen Lundby, Poul Locht, Jørgen Hahn, Bent Meng, Ole Worm og John Steenberg.

## Danmarksturneringen
Sæsonen 1958-59 var den 13. sæson i Danmarksturneringen i håndbold, og den bestod af tre divisioner på to niveauer med i alt 36 hold.

### 1. division
Sæsonen 1958-59 var den 13. sæson i 1. division. De tolv hold spillede en dobbeltturnering alle-mod-alle om Danmarksmesterskabet, og de to lavest placerede hold rykkede ned i 2. division.
| Plac. | Hold                 | Kampe | Mål     | Point |
| ----- | -------------------- | ----- | ------- | ----- |
| 1.    | AGF                  | 22    | 501-338 | 41    |
| 2.    | Helsingør IF (M)     | 22    | 433-309 | 37    |
| 3.    | Århus KFUM           | 22    | 457-384 | 33    |
| 4.    | HG                   | 22    | 360-329 | 30    |
| 5.    | Schneekloth          | 22    | 348-380 | 22    |
| 6.    | USG                  | 22    | 369-374 | 22    |
| 7.    | IK Skovbakken        | 22    | 395-417 | 19    |
| 8.    | IF Ajax              | 22    | 360-409 | 14    |
| 9.    | Tarup HK             | 22    | 385-418 | 13    |
| 10.   | IF Stjernen          | 22    | 377-437 | 13    |
| 11.   | Aarhus IC Fremad (O) | 22    | 326-436 | 11    |
| 12.   | Helsingør FC (O)     | 22    | 317-397 | 9     |

### 2. division
Sæsonen 1958-59 var den syvende sæson i 2. division, og de 24 hold var inddelt i to geografisk opdelte puljer a 12 hold, som hver spillede en enkeltturnering alle-mod-alle. De to bedst placerede hold i hver pulje gik videre til kampene om to oprykningspladser til 1. division.
| 2. division øst | 2. division øst         | 2. division øst | 2. division øst | 2. division øst |
| Plac.           | Hold                    | Kampe           | Mål             | Point           |
| --------------- | ----------------------- | --------------- | --------------- | --------------- |
| 1.              | Teestrup GIF Fremad (O) | 11              | 222-166         | 19              |
| 2.              | Efterslægtens BK (N)    | 11              | 210-151         | 17              |
| 3.              | Sundby BK               | 11              | 189-163         | 15              |
| 4.              | MK 31                   | 11              | 217-174         | 14              |
| 5.              | Politiets IF            | 11              | 202-191         | 13              |
| 6.              | Nakskov HK              | 11              | 206-205         | 12              |
| 7.              | KSG                     | 11              | 225-197         | 11              |
| 8.              | RH 33                   | 11              | 233-243         | 11              |
| 9.              | Ringsted IF             | 11              | 179-204         | 10              |
| 10.             | IF Vidar                | 11              | 156-208         | 4               |
| 11.             | Holbæk HK               | 11              | 210-273         | 3               |
| 12.             | Løve IF                 | 11              | 163-237         | 3               |

| 2. division vest | 2. division vest  | 2. division vest | 2. division vest | 2. division vest |
| Plac.            | Hold              | Kampe            | Mål              | Point            |
| ---------------- | ----------------- | ---------------- | ---------------- | ---------------- |
| 1.               | Svendborg HK (N)  | 11               | 266-188          | 18               |
| 2.               | Aalborg HK        | 11               | 194-161          | 16               |
| 3.               | Hjallese GF       | 11               | 207-182          | 15               |
| 4.               | Viby IF (O)       | 11               | 204-184          | 15               |
| 5.               | Herning GF        | 11               | 245-232          | 12               |
| 6.               | AIA               | 11               | 233-193          | 12               |
| 7.               | Kolding IF        | 11               | 208-210          | 11               |
| 8.               | Aarhus 1900       | 11               | 239-230          | 10               |
| 9.               | Vejlby-Risskov IK | 11               | 180-217          | 9                |
| 10.              | Randers SK Freja  | 11               | 196-242          | 7                |
| 11.              | Odense HK         | 11               | 188-233          | 4                |
| 12.              | Nyborg GIF        | 11               | 193-279          | 3                |

#### Oprykningskampe
Oprykningskampene havde deltagelse af de to bedst placerede hold i hver 2. divisionspulje, og holdene spillede om to oprykningspladser til 1. division. Oprykningspladserne gik til de to puljevindere, Teestrup GIF Fremad og Svendborg HK.